# Wiomarc
Wiomarc, Wihomarc, Wiomarc'h o Guyomarch fou un cap bretó que va dirigir la revolta del 822 al 825. No se sap si reclamava el títol reial doncs només és conegut per les referències dels cronistes francs Einhard i l'anomenat l'Astrònom

## Orígens
El poder de Wiomarc'h sembla haver-se exercitat al nord de Bretanya a la regió occidental de la Domnònia. La utilització d'aquest nom pels vescomtes de Léon posteriors va fer que certs historiadors antics veiessin en ell abusivament l'avantpassat d'aquestos vescomtes. Així, segons Pere Le Baud era: « Guihomarus fill o nebot de Morvannus al que havia succeït al seu lloc en el vescomtat de Léon»

## Cronologia
822
Els comtes de la Marca de Bretanya, després de l'equinocci de tardor, es van llançar sobre les possessions d'un cert bretó anomenat Wihomarch, que estava en situació de rebel·lió, i van destrossar tot per la flama i el ferro (Einhard)
824
L'emperador va diferir la campanya que volia fer a Bretanya, a causa de la fam que es feia sentir llavors en tota la seva força. Havent reunit finalment les seves tropes de tot arreu, es va dirigir sobre Rennes, ciutat contigua a les fronteres de Bretanya. Allà, dividint el seu exèrcit a tres cossos, en va confiar dos als seus fills Pipí I d'Aquitània i Lluís el Germànic, i es va reservar el tercer; va penetrar a Bretanya i la va destrossar pel ferro i pel foc. Després d'haver utilitzat més de quaranta dies en aquesta expedició i haver rebut els ostatges que havia ordenat al pèrfid bretó que li foren lliurats, va marxar el 17 de novembre cap a la ciutat de Rouen (Einhard).
825
L'emperador va ordenar fer un assemblea general a Aquisgrà al mes de maig. Un prou gran nombre de senyors bretons van assistir a aquesta assemblea on protestaren llargament de la seva submissió i de la seva obediència: entre ells estava aquest Wihomarch, que semblava tenir una autoritat superior, i del qual la cega audàcia i els propòsits temeraris havien empès l'emperador a fer com l'hem vist una expedició a Bretanya; però com en aquesta ocasió testimoniava penedir-se de la seva malifeta, i es va abandonar a la discreció de l'emperador, aquest príncep no obeint més que a la seva inclinació que l'entrenava en la clemència, el va acollir amb bondat i el va omplir de presents així com tots els altres bretons, i li va permetre tornar a la seva pàtria (L'Astrònom)
Però caient en la perfídia ordinària en la seva raça, Wihomarch va violar ràpidament, com era acostumat a fer-la, la fe jurada, i no va deixar de dessolar els seus veïns pel pillatge i l'incendi fins al moment en què finalment va ser envoltat i va ser matat a la seva pròpia casa pels homes del comte Lambert (Einhard).

## Epilog
La revolta portada per Wiomarc'h, d'una durada d'aproximadament tres anys, va ser bastant curta però va haver de ser prou important per necessitar la intervenció d'un exèrcit imperial manat pel mateix Lluís I el Pietós i els seus dos fills.